# Tolland (Somerset)
Tolland – wieś w Anglii, w hrabstwie Somerset, w dystrykcie (unitary authority) Somerset. Leży 64 km na południowy zachód od miasta Bristol i 225 km na zachód od Londynu. W 2002 miejscowość liczyła 61 mieszkańców.